# IPKO
IPKO ist ein im Kosovo tätiges Telekommunikationsunternehmen. Das Unternehmen wurde im Jahr 1999 gegründet und ist eine hundertprozentige Tochtergesellschaft der slowenischen Telekom. IPKO hat ihren Hauptsitz in Pristina. Das Unternehmen ist Sponsor der höchsten Liga im kosovarischen Männerfußball.

## Geschichte
IPKO wurde im Juli 1999 als eine humanitäre Organisation mit dem Namen „Internet Projekti Kosova“ gegründet. Die Organisation war damit der erste Internetanbieter des Kosovos. 2001 folgte der Übergang von der Organisation zur Firma „IPKO Net“. 2006 wurde IPKO offiziell von der slowenischen Telekom (Telekom Slovenije) gekauft.

## Dienstleistungen

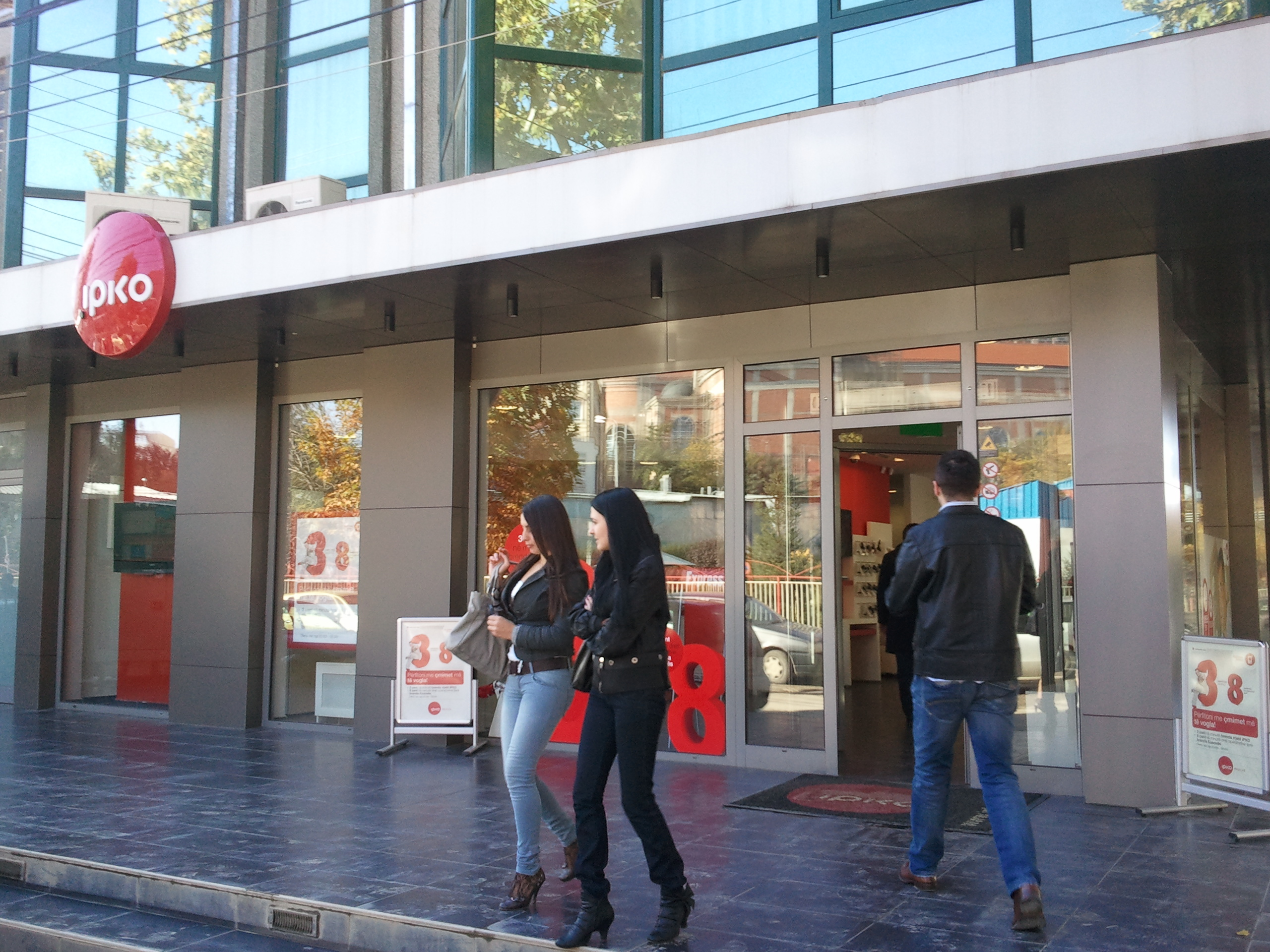
IPKO-Filiale in Pristina

IPKO bietet Internetanschlüsse, Mobilfunkverträge und Telefon-Festnetzanschlüsse an. Im Bereich der Mobiltelefonie hat IPKO im Kosovo mit 35 % nach Vala den zweitgrößten Marktanteil (Stand: April 2008, absolute Zahl unbekannt). Das Unternehmen hat 120 Roaming-Abkommen in über 80 Ländern abgeschlossen und ist eine Schwestergesellschaft der Mobitel (Slowenien).
Das Telefonnummernschema lautet: 049-xxxxxx bzw. +383-49-xxxxxx.
Darüber hinaus ist IPKO Partner von Digitalb und bietet Pay-TV mit über 80 Kanälen an. Zusammen mit der Raiffeisen Bank Kosovo gibt IPKO außerdem VISA-Kreditkarten aus.